# Istenmezeje
Istenmezeje is een plaats (község) en gemeente in het Hongaarse comitaat Heves. Istenmezeje telt 1839 inwoners (2002).

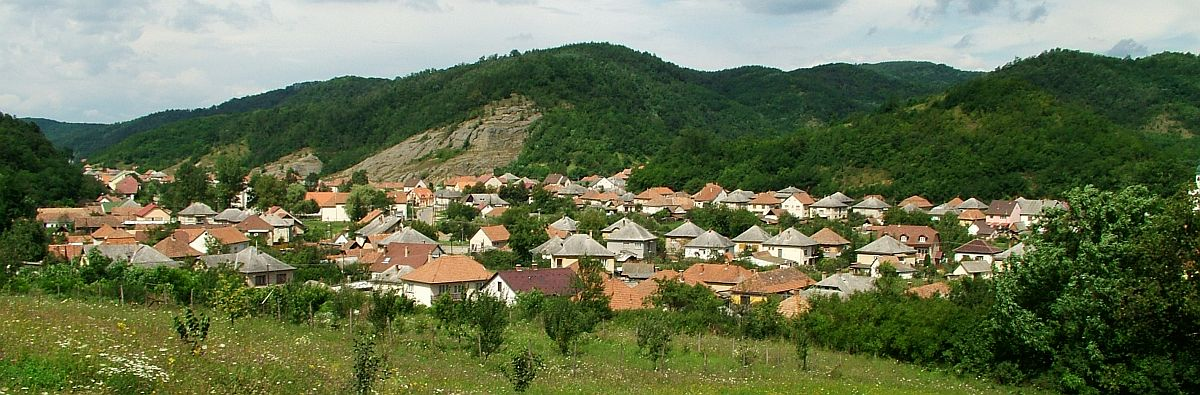
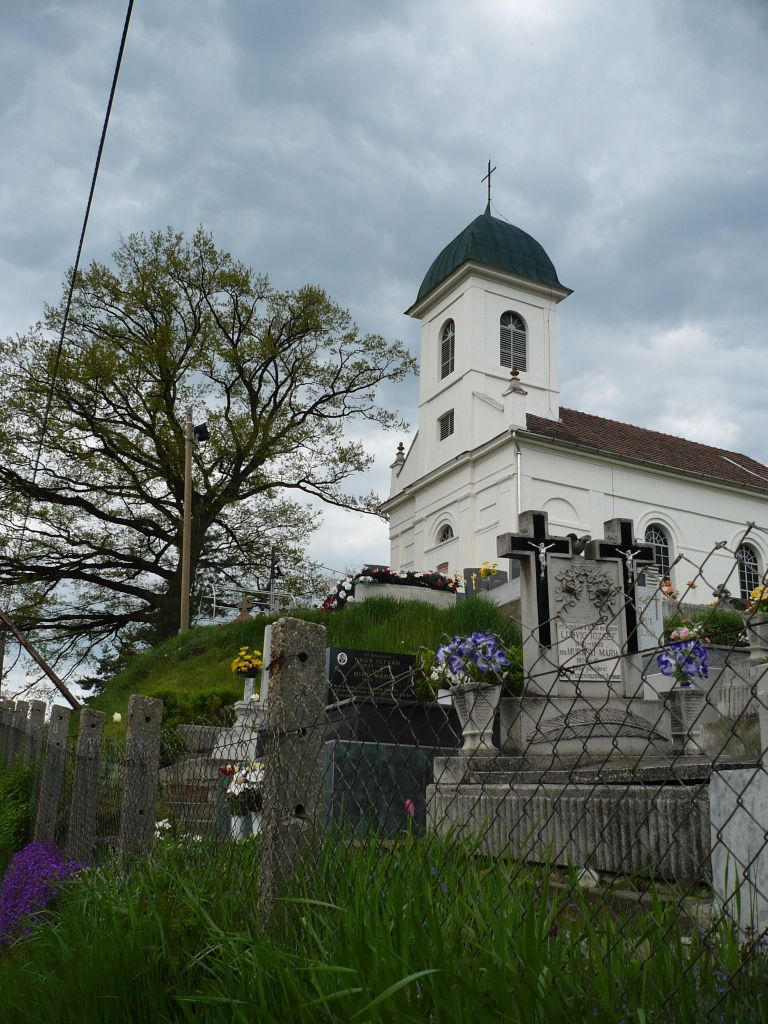
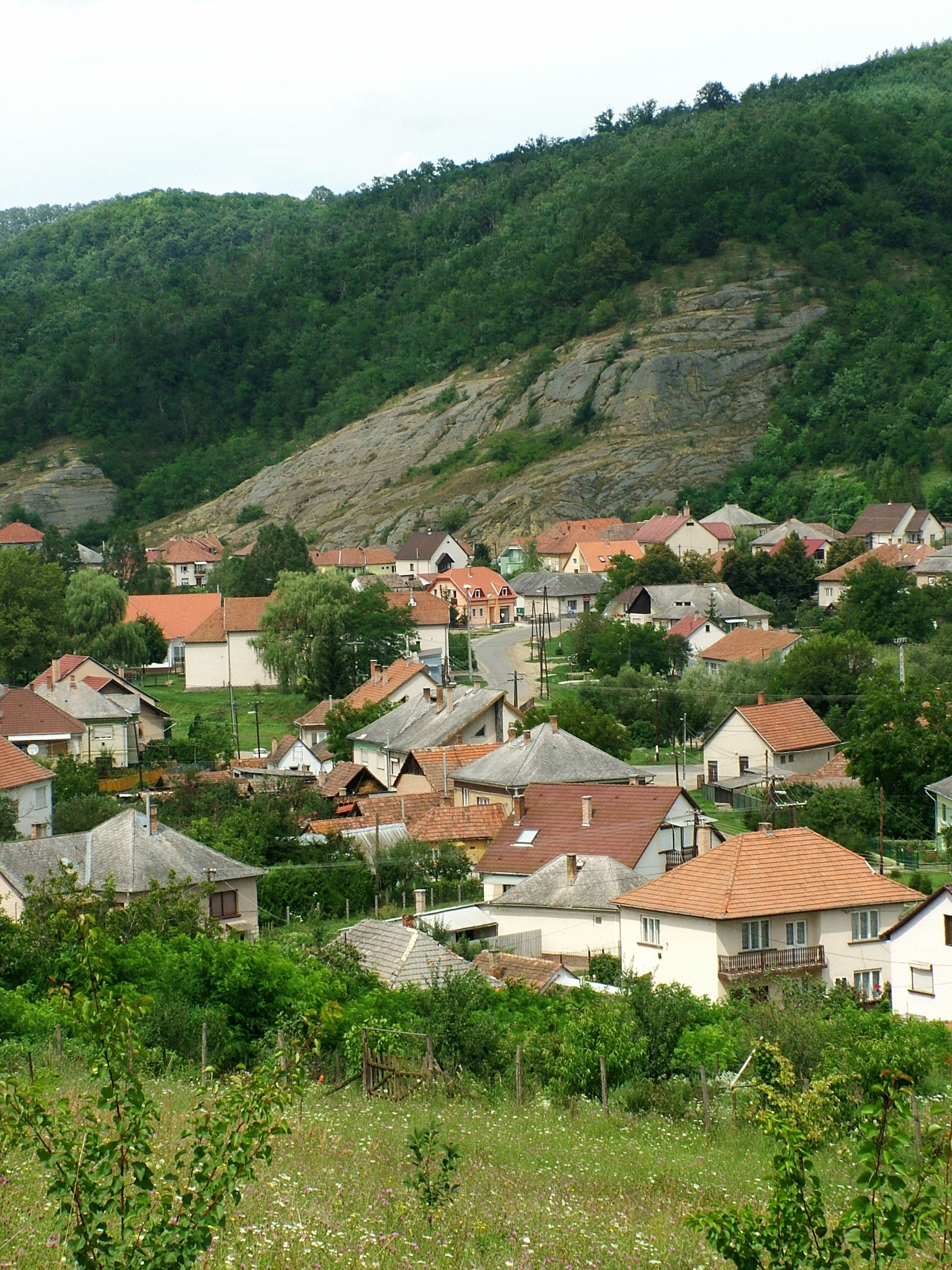
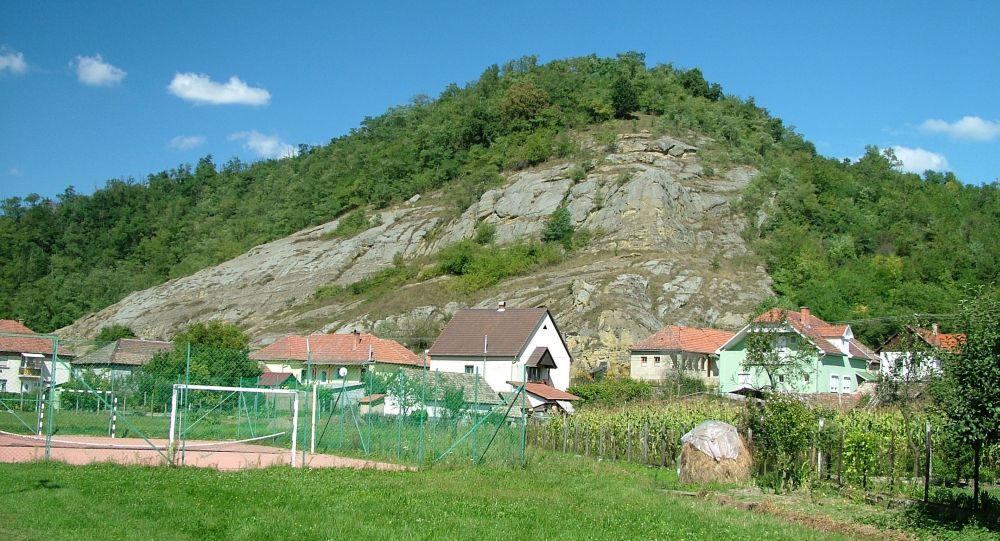
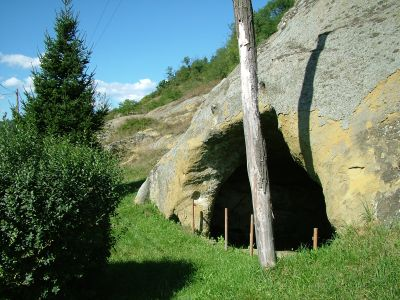
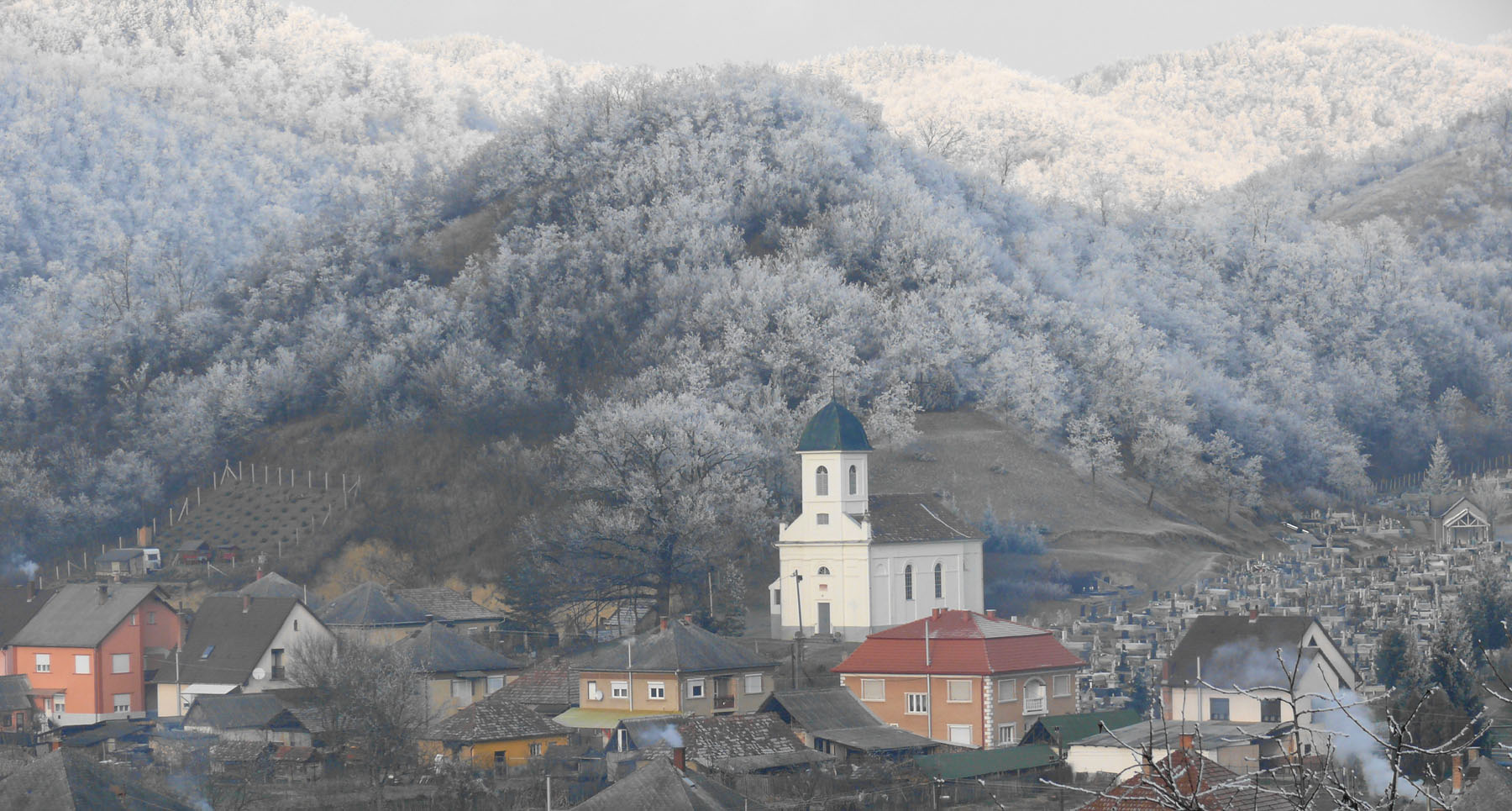
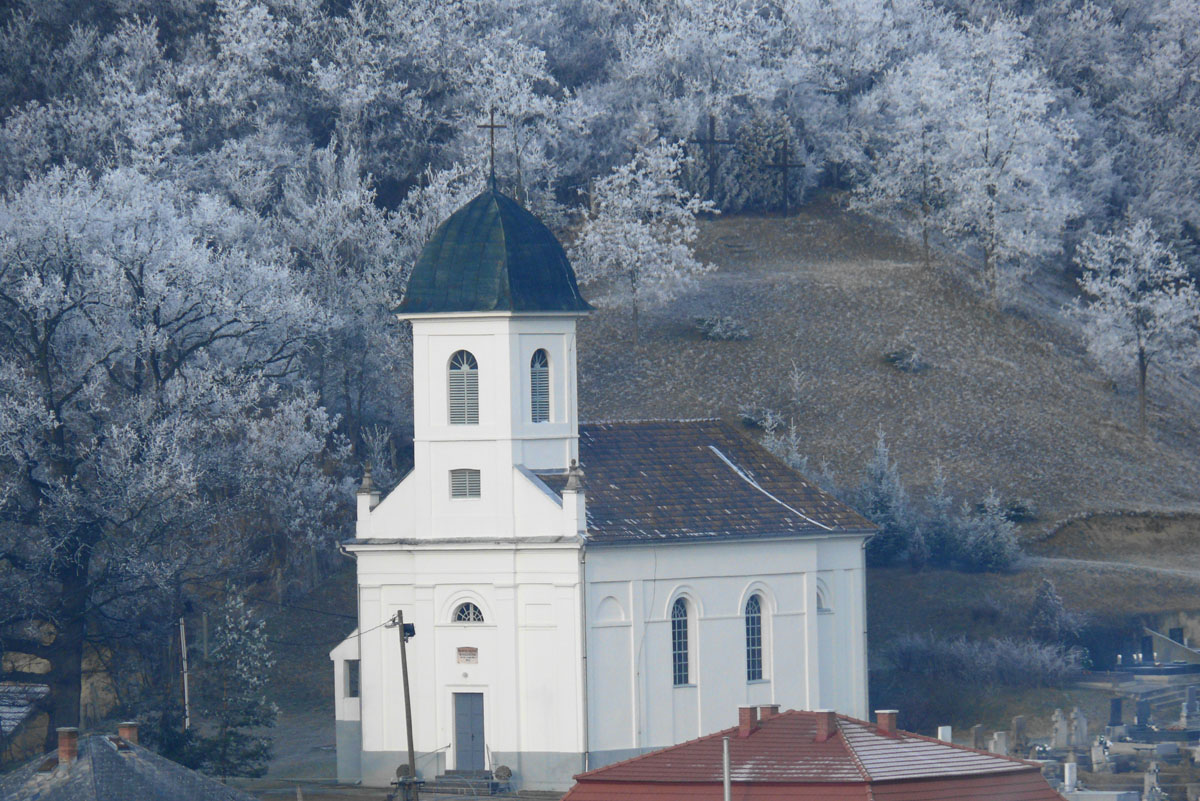
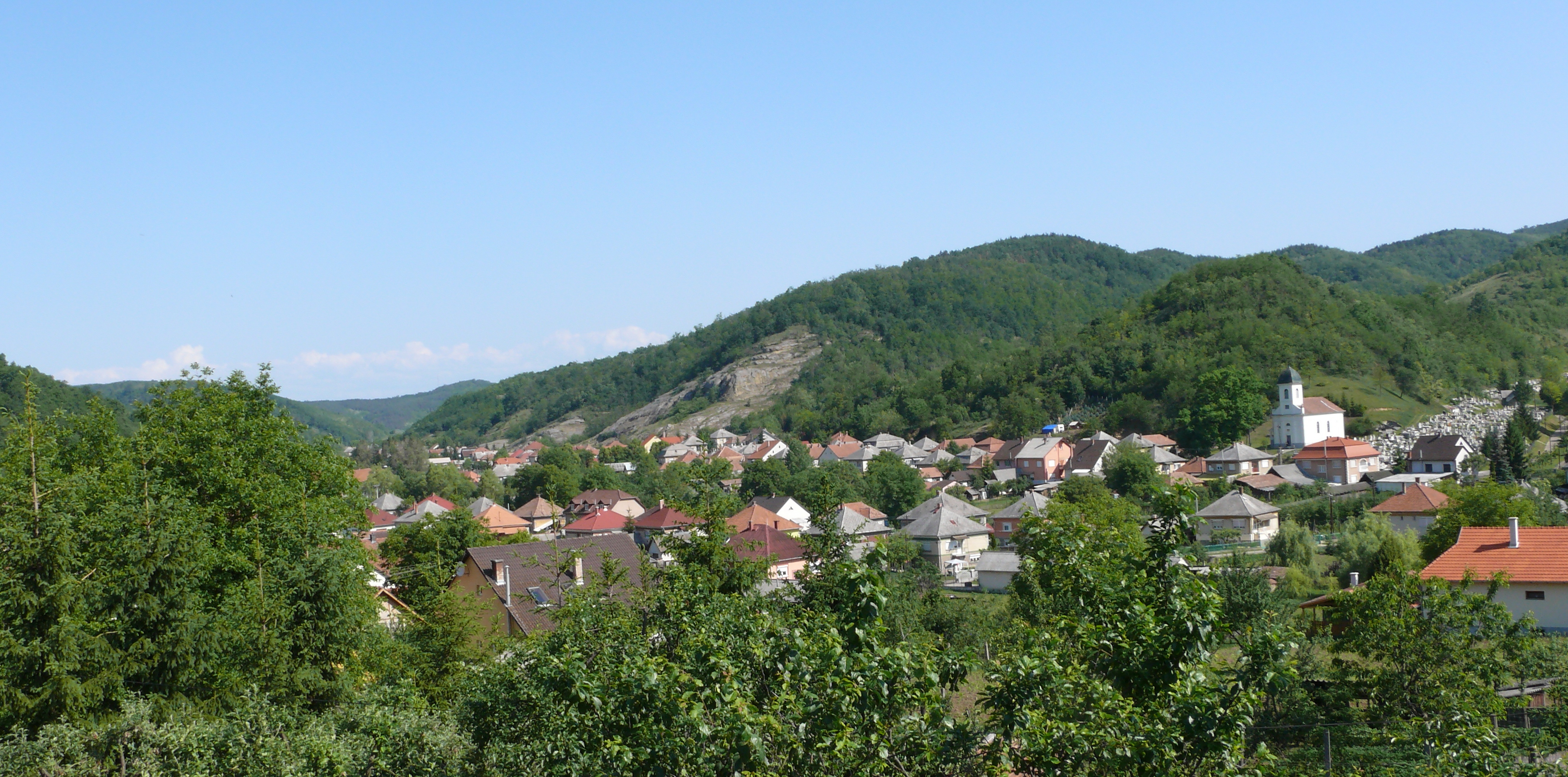
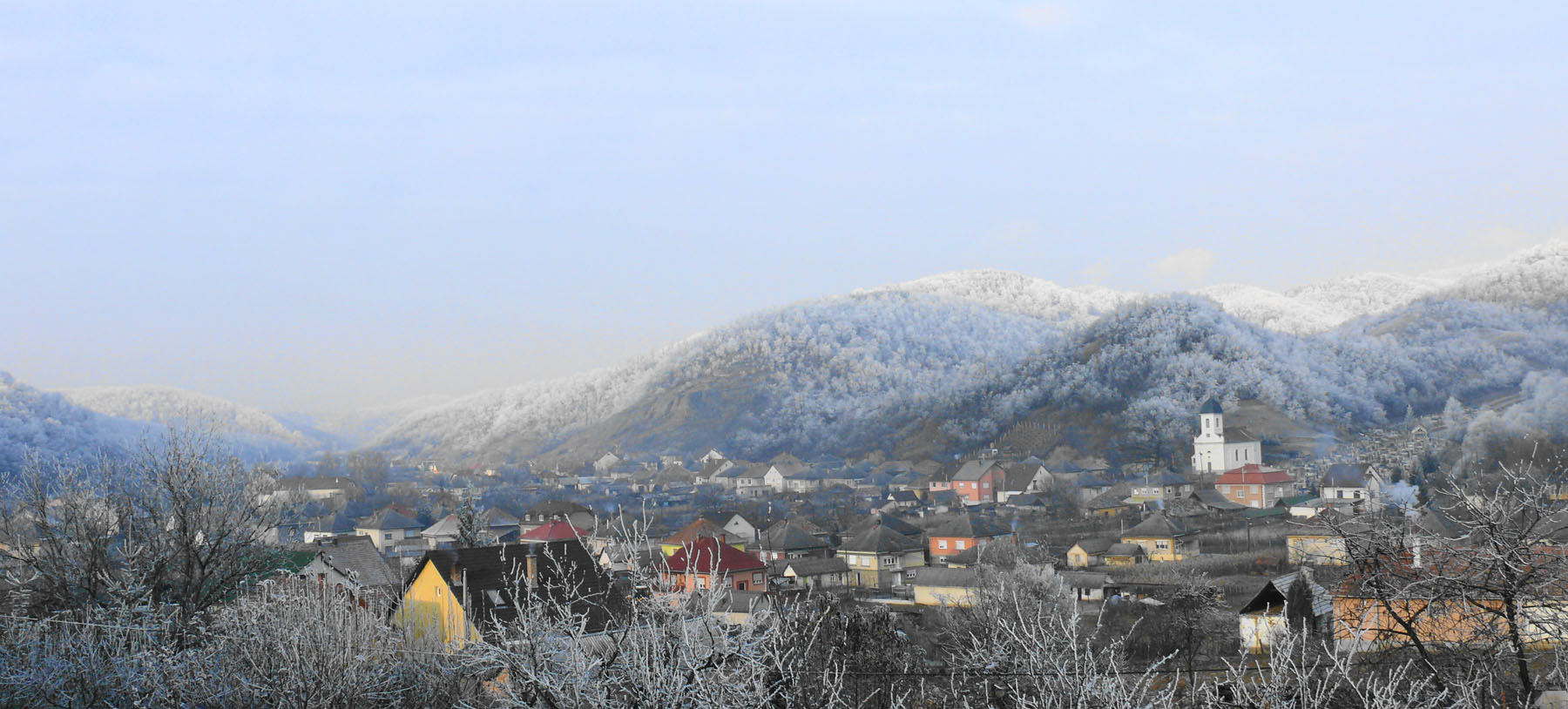